# Abd-ar-Rahman ibn Abd-al-Wàhid ibn Abi-Hafs
Abd-ar-Rahman ibn Abd-al-Wàhid ibn Abi-Hafs fou fill d'Abu-Muhàmmad Abd-al-Wàhid ibn Abi-Hafs i va exercir el govern d'Ifríqiya pels almohades, com a successor del seu pare, del 1221 al 1222.